# Christine Shimizu
Christine Shimizu, née le 21 mai 1950 à Charenton-le-Pont, est un conservateur général du patrimoine français. Elle a également rédigé un grand nombre d'ouvrages académiques sur la culture et les arts du Japon.

## Parcours
Christine Shimizu est conservatrice du musée national des arts asiatiques - Guimet chargée de la collection d'art japonais et coréen de 1978 à 1993. Elle en étudie notamment les estampes et peintures ukiyo-e et l'urushi-e. En 1993, elle rejoint en tant que conservatrice le musée national de Céramique à Sèvres, où elle est chargée des collections de céramique asiatique et islamique. Elle y organise notamment une large exposition sur la céramique japonaise (« Cordes de feu : Mille ans de céramique japonaise à Bizen »), et publie un ouvrage de référence sur l'art japonais,, ainsi que sur les femmes dans cet art.
En 2011, elle devient directrice du musée Cernuschi à Paris,, poste qu'elle occupe jusqu'à son départ à la retraite en 2015.

## Principales publications
- L'Art chinois, Flammarion, 1985[9]
- Les laques du Japon: Urushi, Flammarion, 1988[10]
- Le Japon au XIXe siècle : La Redécouverte, AGEP, 1990
- L'art des estampes japonaises, Éditions de Crémille, 1990
- Les arts de la cérémonie du thé, Faton, 1996[11]
- L'Art japonais. Femmes du Japon, peintures de beautés, Imprimerie nationale, 1997[12],[13]
- Le Grès japonais, Massin, 2001
- L'Art japonais, Flammarion, 2001, réédition collection « Tout l'Art », 2004, 2008
- La Porcelaine japonaise, Massin, 2002
- Tōji .Avant-garde et tradition de la céramique japonaise, RMN, 2006
- Satsuma : de l'exotisme au japonisme, RMN, 2007
- Shibata Zeshin, Paris Musées, 2012
- Du Mékong au Fleuve rouge : visions du Viêt Nam, Paris Musées, 2012
- Objectif Viêt Nam, photographies de l’École française d'Extrême-Orient,Paris Musées, 2013
- Le Japon au fil des saisons. Collection Robert et Betsy Feinberg, Paris Musées, 2014

## Principales expositions
Elle a été le commissaire des expositions suivantes :
- 1988 : Japon, la Tentation de l'Occident, musée national des arts asiatiques - Guimet
- 1998 : Cordes de feu. Mille ans de céramique japonaise à Bizen, musée national de Céramique à Sèvres[12]
- 2003 : L'Odyssée de la porcelaine chinoise, Musée national de Céramique à Sèvres, musée national Adrien Dubouché à Limoges
- 2006 : Tōji. Avant-garde et tradition de la céramique japonaise, musée national de Céramique à Sèvres
- 2007 : Satsuma. De l'exotisme au japonisme, musée national de Céramique à Sèvres
- 2009 : Résonances. Vingt-cinq céramistes japonaises, musée national de Céramique à Sèvres
- 2012 : Shibata Zeshin, musée Cernuschi, Paris
- 2013 : Du Fleuve Rouge au Mékong. Visions du Vietnam, musée Cernuschi, Paris
- 2014 : Objectif Vietnam. Photographies de l’École française d'Extrême-Orient, musée Cernuschi, Paris
- 2014 : Le Japon au fil des saisons. Collection Robert et Betsy Feinberg, musée Cernuschi,Paris

## Décorations
- Officier de la Légion d'honneur[14] (chevalier du 24 mars 2003)
- Officier de l'Ordre national du Mérite[15] (chevalier depuis le 18 décembre 1998)